# Abdelhafid Fendi
Abdelhafid Fendi est un footballeur international algérien né le 29 mai 1951 à Constantine. Il évoluait au poste de milieu offensif.
Il compte 20 sélections en équipe nationale entre 1971 et 1974 en inscrivant un trois buts.

## Palmarès
- Vice-champion d'Algérie en 1974 avec le MO Constantine.
- Finaliste de la Coupe d'Algérie en 1975 et 1976 avec le MO Constantine.